# Portugala inchoata
Portugala inchoata är en art i familjen hedsnäckor som förekommer på Iberiska halvön.
Snäckan lever i Portugal och västra Spanien. Den hittas i låglandet och i bergstrakter upp till 1000 meter över havet. Arten vistas i galleriskogar, fuktiga buskskogar och fuktiga ängar. Den föredrar kyliga ställen.
Beståndet hotas av landskapsförändringar och torka. Hela populationen bedöms fortfarande som stor. IUCN listar arten som livskraftig (LC).